# Nymphula ussuriensis
Nymphula ussuriensis là một loài bướm đêm trong họ Crambidae.